# Dąb Pücklera
Dąb Pücklera – jeden z największych dębów szypułkowych w Polsce. Rośnie w Szydłowcu Śląskim, w gminie Niemodlin (powiat opolski, województwo opolskie). Stanowi pomnik przyrody.

## Wiek i rozmiary
To drzewo z potężnym pniem, na wysokości ok. 5–6 m rozdzielającym się na kilka konarów. Według pomiarów, dąb ma 907 cm obwodu oraz wysokość 22 m (dane z lat 2013-2014). Korona pomnikowego okazu ma 16 m szerokości. Stan zdrowotny jest zadowalający, mimo ubytków w pniu oraz częściowo martwej korony. Jest to także siódmy najgrubszy polski dąb.
Wiek drzewa to ok. 580 lat (wykiełkował ok. 1435 roku), jak wskazują badania dendrochronologiczne przeprowadzone przez dr Pacyniaka, zawarte w publikacji „Najstarsze drzewa w Polsce” z 1992 roku. 
W październiku 2017 silne wiatry poważnie uszkodziły 2/3 korony drzewa.  

## Historia
Dąb został wpisany do rejestru pomników przyrody 20 maja 1953 roku.
Z drzewem wiąże legenda, wedle której w 1537 roku odbył się w tym miejscu pojedynek rycerzy – Wacława  Pücklera von Groditzki, pana na Szydłowcu z Zygmuntem Stochsem, który uwiódł mu żonę. Jak opisuje legenda, rycerze odziani w lekkiej zbroje w milczeniu stanęli naprzeciw siebie i poczęli walczyć zaciekle, na śmierć i życie. Gdy Zygmunt osunął się na ziemię, ugodzony przez przeciwnika, hrabina (żona Wacława Pücklera) popełniła samobójstwo, rzucając się wprost do pobliskiej rzeki Ścinawy. Jej ciało znaleziono dopiero po trzech dniach, tuż obok dębu, przy którym zginął jej kochanek.

Na pamiątkę tego wydarzenia, w 1867 roku, położono głaz z opisem walki rycerzy sprzed kilkuset lat. Ów napis głosi: 

„Tu padł rycerz Zygmunt Stosch w pojedynku z rycerzem Wacławem Pücklerem Groditzkim na Szydłowcu 1537”.

Istnieje też inna wersja legendy, jakoby dąb został posadzony w miejscu pochówku niewiernej żony. Jest to mało prawdopodobne, gdyż drzewo w roku, w którym toczyła się walka już istniało i liczyło ok. 100 lat.